# Русское Христианское Возрождение
«Русское Христианское Возрождение» — общество, организованное и руководимое миссией иезуитов в Русском зарубежье в традиции русских католиков византийского обряда в составе Русского апостолата.

## История
Основано в 1948 году в Буэнос-Айресе, Аргентина. Основатель — французский священник иеромонах Филипп де Режис sj, имевший богатый опыт работы с православными в Польше и русскими эмигрантами в диаспоре. При Обществе действовали: Институт русской культуры (Буэнос-Айрес), издательство, типография «Salguero» и выходила русскоязычная газета «За Правду!».

### Цели
Устройство аналитического центра и религиозная миссия с общественно-политическим уклоном антикоммунистического и антисоветского направления, выпуск печатной продукции на русском, чтение докладов, информационная и координирующая работа, помощь русским Ди Пи в Аргентине, экуменизм и межцерковные отношения, прежде всего с православными.

### Сотрудники
- Александр Кулик
- Алексей Ставровский

## Издательская деятельность
Было выпущено около 20 русских книг.